# قرار مجلس الأمن التابع للأمم المتحدة رقم 416
قرار مجلس الأمن التابع للأمم المتحدة رقم 416، الذي اعتمد في 21 أكتوبر 1977، نظر المجلس في تقرير للأمين العام بشأن قوة الأمم المتحدة لمراقبة فض الاشتباك وأشار إلى المناقشات التي أجراها الأمين العام مع جميع الأطراف المعنية بالوضع في الشرق الأوسط. وأعرب المجلس عن قلقه من استمرار التوتر في المنطقة وقرر:
(أ) تجديد ولاية قوة الأمم المتحدة لمراقبة فض الاشتباك لسنة أخرى، حتى 24 أكتوبر 1978؛
(ب) أن يطلب من الأمين العام أن يبقي مجلس الأمن على علم بما يستجد من تطورات؛
(ج) دعوة جميع الأطراف إلى التنفيذ الفوري للقرار 338 (1973).
وقد اعتمد القرار بأغلبية 13 صوتاً. لم تشارك الصين وليبيا في التصويت.